# Домброва (гміна Мокободи)
Домброва (пол. Dąbrowa) — село в Польщі, у гміні Мокободи Седлецького повіту Мазовецького воєводства.
Населення — 51 особа (2011).
У 1975-1998 роках село належало до Седлецького воєводства.

## Демографія
Демографічна структура станом на 31 березня 2011 року:
|          | Загалом | Допрацездатний вік | Працездатний вік | Постпрацездатний вік |
| -------- | ------- | ------------------ | ---------------- | -------------------- |
| Чоловіки | 27      | 4                  | 21               | 2                    |
| Жінки    | 24      | 2                  | 16               | 6                    |
| Разом    | 51      | 6                  | 37               | 8                    |